# 251 Menlove Avenue

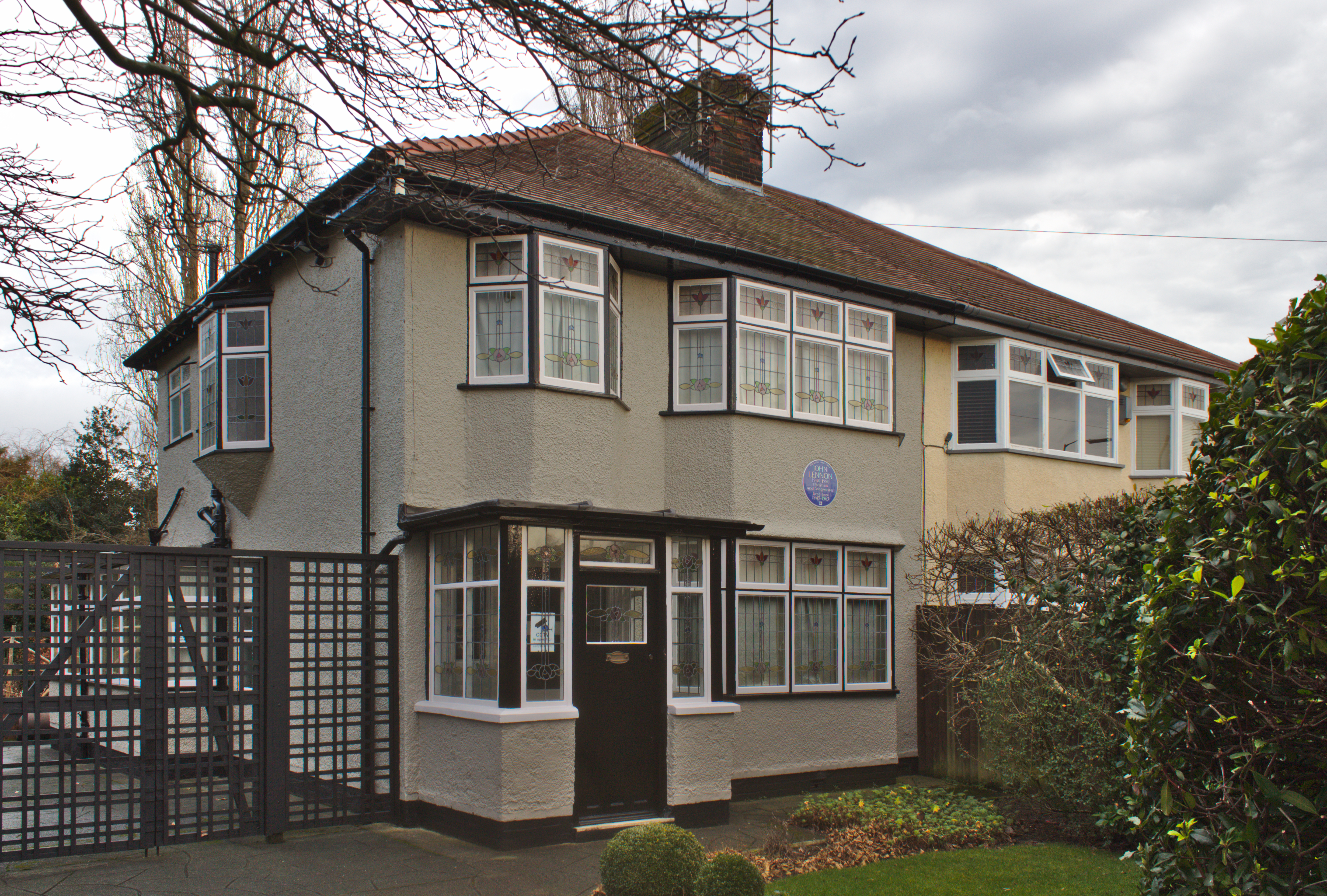
Mendips, hogar de infancia de John Lennon.

251 Menlove Avenue, denominado Mendips, es una propiedad del National Trust como hogar de infancia de John Lennon, músico y miembro del grupo The Beatles.
Mendips es una propiedad de los años 30 con una pared medianera, situado en Woolton, al sur de Liverpool, Inglaterra. La casa pertenecía a la tía de Lennon, Mimi, y a su marido George Smith desde 1945. Lennon permanecería con su tía Mimi en el hogar de 251 Menlove Avenue desde la muerte de su madre, Julia, hasta los 23 años. 
El nombre de la calle sería utilizado para el álbum póstumo de Lennon Menlove Ave.
A pesar de haber adquirido en un principio el hogar en el que Paul McCartney pasó su infancia, el National Trust no mostró interés en adquirir la propiedad de Menlove Avenue. Sería comprada por Yōko Ono, viuda de Lennon, para posteriormente ser donada al National Trust. Yoko Ono declararía al respecto: "Cuando la casa de John salió a la venta, quise preservarla para la gente de Liverpool y para los seguidores de John Lennon y de The Beatles."
Una fotografía de la vivienda figura en la portada del sencillo de Oasis "Live Forever". 
Tras ser restaurada para adaptarla al estilo típico de los años 50, fue abierta al público el 27 de marzo de 2003.